# Kinna
Kinna este un oraș în Suedia.

## Demografie
| \| Evoluția demografică a zonei urbane Kinna, 1970–2015 \| Evoluția demografică a zonei urbane Kinna, 1970–2015 \| Evoluția demografică a zonei urbane Kinna, 1970–2015 \| Evoluția demografică a zonei urbane Kinna, 1970–2015 \| Evoluția demografică a zonei urbane Kinna, 1970–2015 \| \| --------------------------------------------------------------------------------------- \| ---------------------------------------------------- \| ---------------------------------------------------- \| ---------------------------------------------------- \| ---------------------------------------------------- \| \| An \| \| \| Locuitori \| \| \| 1970 \| 1970 \| \| 12.467 \| 12.467 \| \| 1975 \| 1975 \| \| 13.676 \| 13.676 \| \| 1980 \| 1980 \| \| 14.128 \| 14.128 \| \| 1990 \| 1990 \| \| 14.482 \| 14.482 \| \| 1995 \| 1995 \| \| 14.618 \| 14.618 \| \| 2000 \| 2000 \| \| 14.364 \| 14.364 \| \| 2005 \| 2005 \| \| 14.559 \| 14.559 \| \| 2010 \| 2010 \| \| 14.776 \| 14.776 \| \| 2015 \| 2015 \| \| 15.019 \| 15.019 \| \| Sursa: SCB - Statistika Centralbyrån, Folkmängden per tätort. Vart femte år 1960 - 2016 \| \| \| \| \| |      |  |           |        |
| Evoluția demografică a zonei urbane Kinna, 1970–2015 |      |  |           |        |
| An |      |  | Locuitori |        |
| 1970 | 1970 |  | 12.467    | 12.467 |
| 1975 | 1975 |  | 13.676    | 13.676 |
| 1980 | 1980 |  | 14.128    | 14.128 |
| 1990 | 1990 |  | 14.482    | 14.482 |
| 1995 | 1995 |  | 14.618    | 14.618 |
| 2000 | 2000 |  | 14.364    | 14.364 |
| 2005 | 2005 |  | 14.559    | 14.559 |
| 2010 | 2010 |  | 14.776    | 14.776 |
| 2015 | 2015 |  | 15.019    | 15.019 |
| Sursa: SCB - Statistika Centralbyrån, Folkmängden per tätort. Vart femte år 1960 - 2016 |      |  |           |        |